# Brzeźnica Książęca
Brzeźnica Książęca (prononciation : [bʐɛʑˈnit͡sa kɕɔ̃ˈʐɛnt͡sa]) est un village polonais de la gmina de Niedźwiada dans le powiat de Lubartów de la voïvodie de Lublin dans l'est de la Pologne.
Il se situe à environ 14 kilomètres au nord-est de Lubartów (siège du powiat) et 36 kilomètres au nord de Lublin (capitale de la voïvodie).
Le village comptait approximativement une population de 452 habitants en 2012.

## Histoire
De 1975 à 1998, le village est attaché administrativement à l'ancienne Voïvodie de Lublin.
Depuis 1999, il fait partie de la nouvelle voïvodie de Lublin.